# Mercury Eight
La Mercury Eight è un'autovettura prodotta dalla Mercury dal 1939 al 1951. È stato il primo modello prodotto dalla casa automobilistica statunitense.

## Il contesto
Il motore era il V8 della Ford a testa piatta che produceva una potenza di poco superiore al nuovo motore realizzato dalla Ford nel 1949. La vettura venne presentata nel 1949 e lo stile si dimostrò un successo in quanto rompeva con la monotonia dello stile delle carrozzerie che risaliva al periodo precedente alla seconda guerra mondiale. Inoltre rendeva riconoscibile la nuova Mercury rispetto alle vetture prodotte dalla Ford. Nel 1949 le vendite sia per la Ford che per la Mercury superarono ogni record precedente.
In questo periodo e anche dopo la Mercury Eight divenne molto popolare con i customizzatori. Nel 1949, Sam Barris costruì la prima Lead Sled a partire da una Mercury Eight del 1949 e la Eight divenne sinonimo di questo tipo di personalizzazione, come le Ford V8 divennero il simbolo degli hot rod. La Eight fu la prima vettura a ricevere un motore ad albero a camme in testa aftermarket da quando la Oldsmobile e la Cadillac svilupparono nel 1949 il primo motore ad alta compressione V8 con albero a camme in testa mentre la Ford usava ancora il motore a valvole laterali.
Sono ancora in vendita riproduzioni in vetroresina della vettura di Sam Barris, la Mercury del 1949, e queste riproduzioni sono molto popolari tra gli appassionati di hot rod.
Nel 1990, la Mattel Hot Wheels ha creato un modellino della Mercury del 1949 con il tetto abbassato, chiamato Purple Passion. Questo modellino è diventato uno dei più costosi e ricercati modellini di Hot Wheels mai prodotto.